# Plasma-ashen
Plasma-ashen is een vorm van plasma-etsen. Het wordt toegepast om een laag organisch materiaal, veelal gebruikt als lithografisch beschermingsmasker (coating), na de bewerkingsstap geheel van een halfgeleidersubstraat te verwijderen. Omdat deze maskerlaag ook kan worden gebruikt tijdens doteringsstappen, kan deze ook p- en n- verontreinigingen bevatten.
Het organisch materiaal wordt verwijderd door middel van oxidatie ofwel verbranding. Hiertoe wordt zuurstofgas gebruikt, dat wordt ontleed en met behulp van een plasma actief wordt gemaakt. Hierdoor ontstaan reactieve componenten als ionen, radicalen, ozon en mono-atomen. Het verwijderen van de doteringsverontreinigingen gebeurt door het toevoegen van specifieke additieve gassen, veelal fluoride gebaseerd, aan het zuurstofgas.
Er zijn twee methoden voor het ashen van substraten:

## In plasma ashen
Het substraat wordt in het plasma geplaatst, hierdoor wordt zowel gebruikgemaakt van zowel de ionen als radicalen in het plasma. Hierdoor kunnen er potentiaalverschillen over het substraat ontstaan, waardoor beschadiging (verminderde doorslag) van de blootliggende laag kan plaatsvinden. 

## Afterglow-ashen
Het substraat wordt buiten het plasma geplaatst, indien het blootliggende of onderliggende substraatoppervlak erg gevoelig is voor beschadiging als gevolg van potentiaalverschillen of natriumopname in de laag, dit speelt onder andere bij oxidelagen. Het susbtraat is nu minder onderhevig aan de potentiaalverschillen binnen het plasma. Hierbij wordt alleen gebruikgemaakt van de beschikbare zuurstofradicalen. Vanwege de relatief lage processnelheden wordt de temperatuur van het substraat verhoogd tot ca 200 - 300 °C.